# Ursula Karusseit

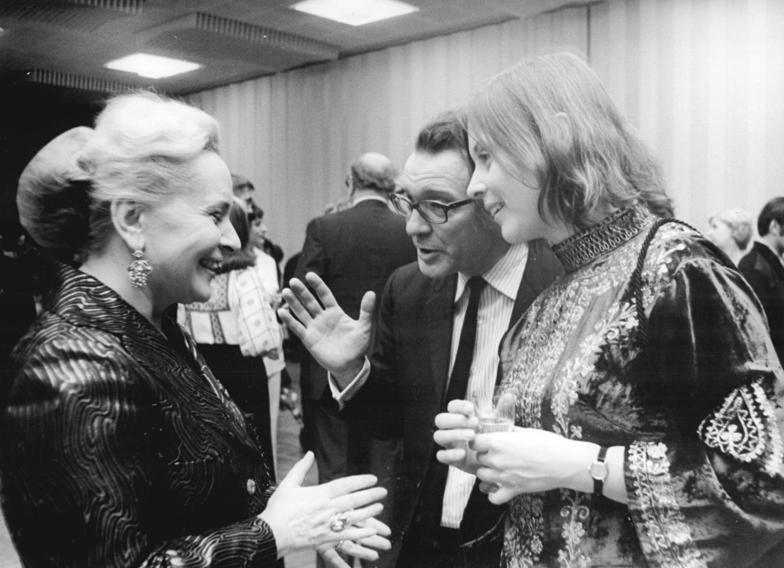
Karusseit (rechts) neben Benno Besson und Galina Malinowskaja, 1974

Ursula Karusseit (* 2. August 1939 in Elbing, Regierungsbezirk Westpreußen, Provinz Ostpreußen; † 1. Februar 2019 in Berlin) war eine deutsche Schauspielerin und Theaterregisseurin.
Karusseit avancierte in ihren Jahren an der Berliner Volksbühne zu einer der bedeutendsten Persönlichkeiten des DDR-Theaters, spielte jedoch auch in über 50 DFF- und DEFA-Filmen, etwa in Wege übers Land (1968), Daniel Druskat (1976) und Märkische Chronik (1983). Im wiedervereinigten Deutschland wurde sie ab 1998 vor allem durch ihre Rolle der Charlotte Gauß in der ARD-Krankenhausserie In aller Freundschaft bekannt.

## Leben

### Herkunft und Ausbildung
Ursula Karusseit wurde am 2. August 1939 im ostpreußischen Elbing geboren. Nach der Vertreibung 1945 wuchs sie in Parchim und in Gera auf. Nach einer kaufmännischen Lehre arbeitete die Lehrerstochter als Stenotypistin und Sachbearbeiterin und wirkte nebenbei in der Laienkabarettgruppe ihres Betriebes mit. Ihre Schauspielausbildung absolvierte sie von 1960 bis 1962 an der Staatlichen Schauspielschule Berlin-Schöneweide.

### Theater
Nach ihrer Schauspielausbildung erhielt Karusseit feste Engagements am Deutschen Theater Berlin und am Maxim-Gorki-Theater sowie eine viele Jahre währende Festanstellung im Ensemble der Berliner Volksbühne. In der Ära Benno Besson (1969 bis 1977) feierte sie dort europaweit Erfolge. Sie glänzte vor allem in Stücken wie der Märchenkomödie Der Drache von Jewgeni Schwarz (Deutsches Theater Berlin) als Tochter Elsa oder in Bertolt Brechts Der gute Mensch von Sezuan (Berliner Volksbühne) als Shen Te. 1984 debütierte Karusseit als Theaterregisseurin mit John Millington Synges Der Held der westlichen Welt. Seit Mitte der 1980er-Jahre hatte Karusseit zahlreiche Gastengagements in Westdeutschland, so trat sie etwa 1986 als Mutter Courage im gleichnamigen Stück am Kölner Schauspiel auf. Ab 2006 spielte sie gemeinsam mit Thomas Rühmann im Theater am Rand in Zollbrücke mit.
Gelegentlich lehrte sie an der Hochschule für Film und Fernsehen „Konrad Wolf“ in Potsdam-Babelsberg.

### Film und Fernsehen

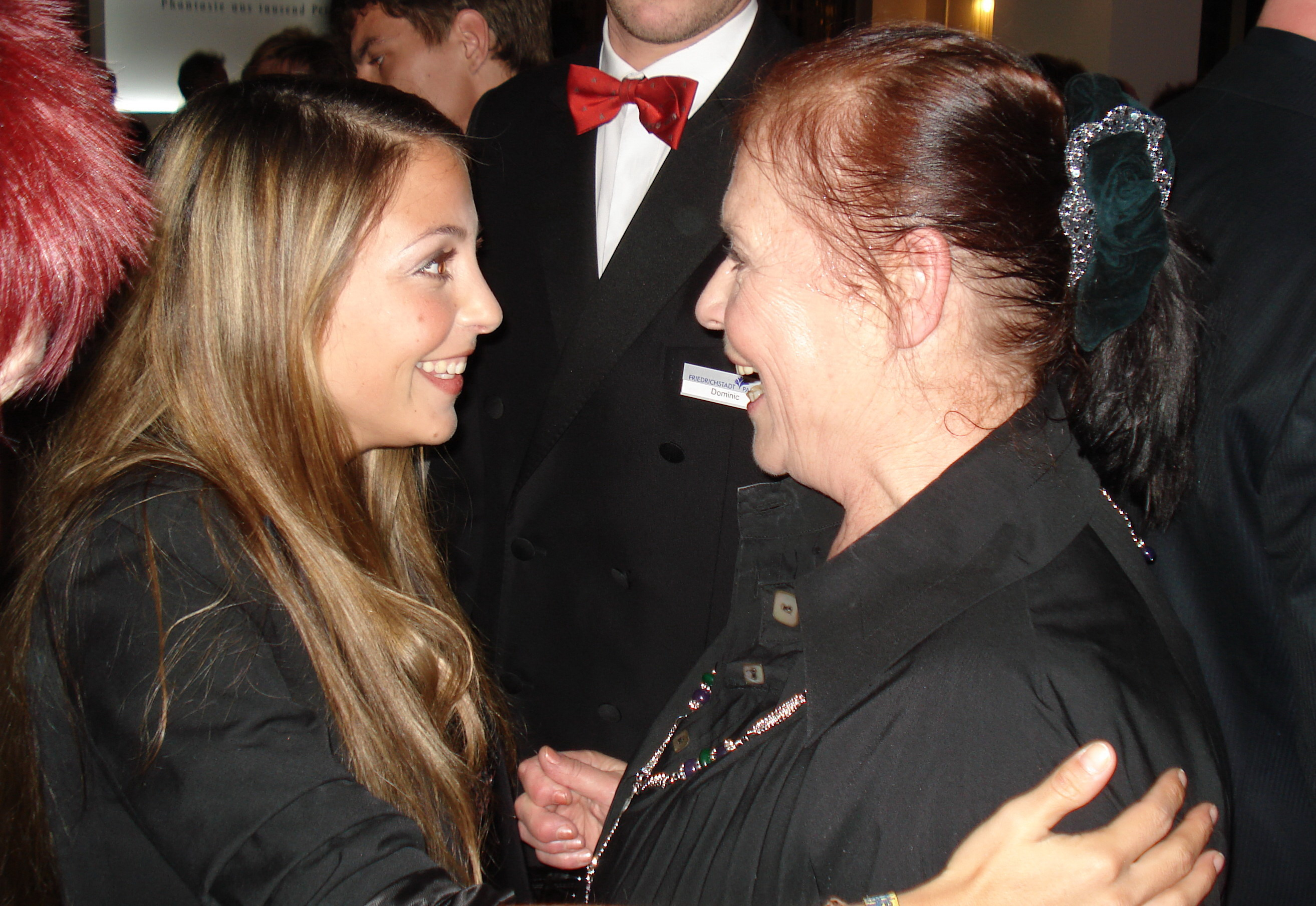
Ursula Karusseit (rechts) wird von ihrer Serienkollegin Arzu Bazman zur Goldenen Henne für ihr Lebenswerk beglückwünscht, 2009

Ihr Filmdebüt gab Karusseit 1963 in Lothar Bellags Fernsehfilm Was ihr wollt. Mit ihrer Darstellung der Gertrud Habersaat im Fernsehmehrteiler Wege übers Land nach Helmut Sakowski erlangte sie bis über die Grenzen der DDR hinaus große Popularität. In dem Vierteiler Eva und Adam verkörperte sie im ersten Film die Hauptrolle der Helga Lorenz an der Seite von Dietmar Richter-Reinick. Bekannt wurde sie außerdem durch Filme wie das antifaschistische Filmepos über die Widerstandsgruppe um Harro Schulze-Boysen, KLK an PTX – Die Rote Kapelle (1971), oder als rothaarige Lola an der Seite von Michael Gwisdek in dem Boxerfilm Olle Henry (1983). Unter Dieter Scharfenberg übernahm sie 1984 neben Kurt Böwe eine Doppelrolle als herrische Königin und gutmütige Schmiedin Hanne in dem Märchenfilm Die vertauschte Königin.

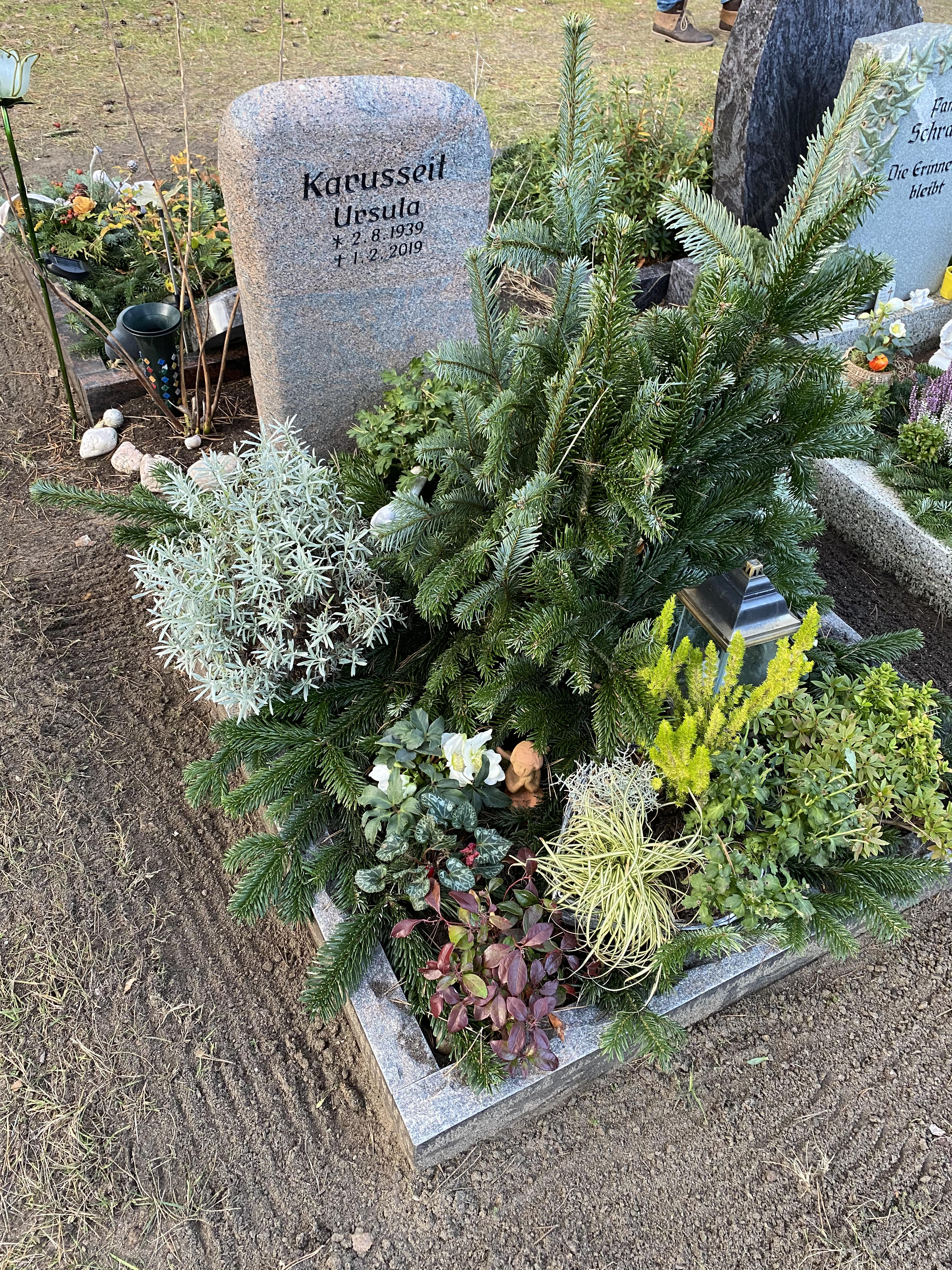
Ursula Karusseits Grab auf dem Senziger Friedhof, 2020

Im wiedervereinigten Deutschland war Karusseit vorwiegend in Fernsehproduktionen beschäftigt. Ab 1998 gehörte sie als Charlotte Gauß in der ARD-Krankenhausserie In aller Freundschaft ab der ersten Folge zur Stammbesetzung und wurde mit dieser Rolle auch beim gesamtdeutschen Publikum bekannt. Sie war bis März 2019 (Folge 847) in der Serie zu sehen. Im August 2019 (Folge 863) wurde ihr Serientod thematisiert.
2008 besetzte sie Regisseur Ulrich König neben Winfried Glatzeder als Schneiderin in dem Märchenfilm Tischlein deck dich aus der ARD-Reihe Sechs auf einen Streich. 2014 spielte sie an der Seite von Michael Gwisdek, Anna Loos, Jutta Wachowiak, Dieter Mann und Marie Gruber in Udo Wittes Fernsehkomödie Die letzten Millionen. Ihre letzte Filmrolle hatte sie 2015 ebenfalls unter der Regie von Udo Witte in einer Nebenrolle als Renate in Eins ist nicht von dir.
Neben ihren Arbeiten auf der Bühne und in Film und Fernsehen betätigte sie sich als Hörspielsprecherin, so wirkte sie kontinuierlich in zahlreichen Hörspielproduktionen für den Rundfunk der DDR mit.
Innerhalb der MDR-Fernsehsendung Lebensläufe entstand 2015 eine halbstündige Dokumentation unter dem Titel Ursula Karusseit – eine Vollblutschauspielerin.

### Politisches Engagement
Bei der Bundestagswahl 2009 rief Karusseit öffentlich zur Wahl der Partei Die Linke auf.

### Privates und Tod
Ursula Karusseit heiratete 1969 den Schweizer Theaterschauspieler Benno Besson und erhielt damit auch den Schweizer Pass. Der aus der Beziehung entstammende gemeinsame Sohn Pierre Besson (* 1967) ergriff ebenfalls den Schauspielberuf. 1998 heiratete sie in zweiter Ehe ihren langjährigen Lebensgefährten, den Beleuchtungstechniker Johannes Wegner.
Karusseit starb am 1. Februar 2019 im Alter von 79 Jahren in einer Berliner Klinik an den Folgen einer Herzinsuffizienz. Ihre letzte Ruhestätte befindet sich auf dem Friedhof von Senzig, Ortsteil von Königs Wusterhausen, südlich von Berlin.
Im März 2019 erschien postum unter dem Titel Zugabe eine Autobiografie von ihr, an der sie zuletzt noch gearbeitet hatte. In den Jahren 2019 und 2020 hielt ihr einstiger Schauspielkollege Herbert Köfer Lesungen aus ihrer Autobiografie.

## Theater

### Als Schauspielerin
- 1964: Manfred Bieler: Nachtwache – Regie: Hans-Joachim Martens (Volksbühne Berlin – Theater im III. Stock)
- 1964: Robert Planchon nach Alexandre Dumas der Ältere: Die drei Musketiere – Regie: Rudolf Vedral (Volksbühne Berlin)
- 1965: Peter Hacks: Moritz Tassow (Rote Rosa) – Regie: Benno Besson (Volksbühne Berlin)
- 1966: William Shakespeare: Maß für Maß (Isabella) – Regie: Adolf Dresen (Deutsches Theater Berlin)
- 1967: Horst Salomon: Ein Lorbaß – Regie: Benno Besson (Deutsches Theater Berlin)
- 1967: Rolf Schneider: Prozeß in Nürnberg – Regie: Wolfgang Heinz (Deutsches Theater Berlin)
- 1970: Bertolt Brecht: Der gute Mensch von Sezuan (Shen Te) – Regie: Benno Besson (Volksbühne Berlin)
- 1970: Walentin Katajew: Avantgarde (Polina, Tschorbas Frau) – Regie: Fritz Marquardt (Volksbühne Berlin)
- 1971: Heiner Müller: Weiberkomödie (Jenny Nägle) – Regie: Fritz Marquardt (Volksbühne Berlin)
- 1971: Carlo Gozzi: König Hirsch (Smeraldina) – Regie: Benno Besson/Brigitte Soubeyran (Volksbühne Berlin)
- 1972: Tirso de Molina: Don Gil von den grünen Hosen (Dona Clara) – Regie: Brigitte Soubeyran (Volksbühne Berlin)
- 1973: Mittelalterliches Jahrmarktstück: Vom Furz (Ehefrau) – Regie: Brigitte Soubeyran (Volksbühne Berlin – Linkes Seitenfoyer)
- 1975: Jean Racine: Britannicus (Agrippine) – Regie: Brigitte Soubeyran (Volksbühne Berlin)
- 1979: Ferenc Molnár: Liliom (Jule) – Regie: Brigitte Soubeyran/Irene Böhme (Volksbühne Berlin)
- 1980: Euripides: Die Frauen von Troja (Hekabe) – Regie: Berndt Renne (Volksbühne Berlin – Theater im III. Stock)
- 1984: Gerhart Hauptmann: Schluck und Jau (Hofdame Adeluz) – Regie: Siegfried Höchst/Gert Hof (Volksbühne Berlin)
- 1985:  Wsewolod Wischnewski: Optimistische Tragödie (Kommissarin) – Regie: Siegfried Höchst/Gert Hof (Volksbühne Berlin)

### Als Regisseurin
- 1985: John Millington Synge: The Playboy of the Western World (Volksbühne Berlin)

## Filmografie

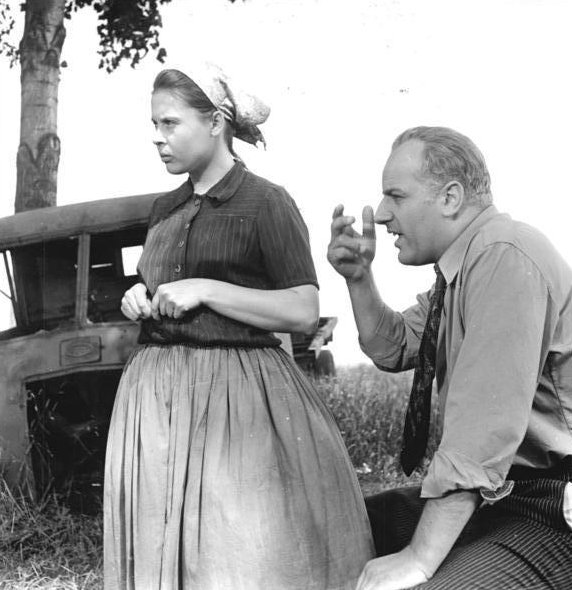
Ursula Karusseit und Manfred Krug 1968 im DFF-Fernsehfilm Wege übers Land

### Kinofilme
- 1971: KLK an PTX – Die Rote Kapelle
- 1974: Der nackte Mann auf dem Sportplatz
- 1980: Levins Mühle
- 1981: Die Stunde der Töchter
- 1983: Olle Henry
- 1984: Die vertauschte Königin
- 1985: Die Gänse von Bützow
- 1999: Nachtgestalten
- 1999: Waschen, schneiden, legen
- 2006: Elementarteilchen

### Fernsehfilme
- 1963: Was ihr wollt
- 1968: Wege übers Land (Fünfteiler)
- 1971: Avantgarde (Theateraufzeichnung)
- 1971: Der Arzt wider Willen (Theateraufzeichnung)
- 1973: Eva und Adam (Vierteiler)
- 1976: Daniel Druskat (Fünfteiler)
- 1977: Camping-Camping
- 1977: Tod und Auferstehung des Wilhelm Hausmann
- 1979: Pinselheinrich
- 1980: Puppen für die Nacht
- 1982: Familie Rechlin (Zweiteiler)
- 1982: Das Mädchen und der Junge
- 1983: Der Biberpelz (Theateraufzeichnung der Volksbühne Berlin)
- 1983: Der Bastard (Zweiteiler)
- 1984: Paulines zweites Leben
- 1986: Weihnachtsgeschichten (Fernsehfilm)
- 1991: Die Sprache der Vögel
- 1993: Wer zweimal lügt
- 2003: Ich leih dir meinen Mann
- 2003: Der zweite Frühling
- 2004: Ein Engel namens Hans-Dieter
- 2006: Willkommen in Lüsgraf
- 2007: Liebe ist das schönste Geschenk
- 2008: Tischlein deck dich (ARD-Märchenfilmreihe Sechs auf einen Streich)
- 2013: Willkommen auf dem Land
- 2013: In aller Freundschaft: Bis zur letzten Sekunde
- 2014: Wir tun es für Geld
- 2014: Die letzten Millionen
- 2014: Neufeld, mitkommen!
- 2015: Eins ist nicht von dir

### Fernsehserien und -reihen
- 1979: Der Staatsanwalt hat das Wort: Akte Zabel
- 1979: Der Staatsanwalt hat das Wort: Konsequenzen
- 1981: Der Staatsanwalt hat das Wort: Nachtpartie
- 1983: Märkische Chronik (12 Folgen)
- 1987: Einzug ins Paradies (6 Folgen)
- 1987: Polizeiruf 110: Abschiedslied für Linda
- 1998–2019: In aller Freundschaft (857 Folgen)
- 2003: Wolffs Revier (1 Folge)
- 2003: Schloss Einstein (4 Folgen)
- 2005: Polizeiruf 110: Vorwärts wie rückwärts
- 2007: Tatort: Die Falle
- 2011: SOKO Stuttgart (1 Folge)
- 2014: Dr. Klein (2 Folgen: Rückschläge, Rausch)

## Hörspiele
- 1980: Georg Büchner: Dantons Tod (Julie) – Regie: Joachim Staritz (Hörspiel – Rundfunk der DDR)
- 1980: Brüder Grimm: Das tapfere Schneiderlein / Der Fischer und seine Frau (Bauersfrau / Seine Frau) – Regie: Dieter Wardetzky (Kinderhörspiel – Litera)
- 1981: Joachim Brehmer: Der Doppelgänger (Evelyn) – Regie: Achim Scholz (Hörspiel – Rundfunk der DDR)
- 1983: Hans Christian Andersen: Die Schneekönigin (Räuberweib) – Regie: Rainer Schwarz (Kinderhörspiel – Litera)
- 1984: Charles Perrault: Riquet und Mirabelle (Königin, am Hof Prinzessin Mirabelles) – Regie: Karin Lorenz (Kinderhörspiel – Litera)
- 1987: Brüder Grimm: Brüderchen und Schwesterchen (Hexe) – Regie: Maritta Hübner (Kinderhörspiel – Litera)
- 1987: Albert Wendt: Prinzessin Zartfuß und die sieben Elefanten (Prinzessin Zartfuß) – Regie: Cox Habbema (Kinderhörspiel – Litera)
- 1996: Holger Böhme: Stillleben mit Dorf und Leichen – Regie: Joachim Staritz (Hörspiel – ORB/RB)
- 1999: Isaak Babel: Die Reiterarmee (Saska, weiblich) – Regie: Joachim Staritz (Hörspiel (3 Teile) – MDR/DLR)
- 2003: Dylan Thomas: Unter dem Milchwald (Rosie Probert) – Regie: Götz Fritsch (Hörspiel – MDR)
- 2008: A. L. Kennedy: Paradies – Bearbeitung und Regie: Irene Schuck (Hörspiel – MDR/NDR)

## Auszeichnungen
- 1968: Nationalpreis der DDR I. Klasse im Kollektiv
- 2009: Goldene Henne für ihr Lebenswerk

## Autobiografie
- Zugabe. Eulenspiegel-Verlag, Berlin 2019, ISBN 978-3-355-01879-1.